# Rocca di Maioletto
La rocca di Maiolo è un castello in rovina su una rupe nel comune di Maiolo, nella provincia di Rimini in Emilia-Romagna.

## Storia
Le notizie più antiche del castello risalgono al 1181 e fu conteso dalle famiglie dei Malatesta e dei Da Montefeltro. Fu di proprietà della Chiesa e poi dei conti di Faggiola di Casteldelci, dei conti Montefeltro di San Leo, dei Malatesta di Rimini e del Ducato di Urbino e, nel 1631, fu sotto il dominio dello Stato Pontificio.
La rocca e il sottostante borgo, noto come Maiolo, vennero distrutti da una frana intercorsa fra il 29 e 30 maggio del 1700 causata dalla pioggia durata due giorni consecutivi; la frana causò il crollo della parte superiore e inferiore della rupe. Nel 1647 un fulmine fece esplodere la polveriera del castello, distruggendo parte delle mura lungo la strada che conduceva all'edificio; questo evento fece nascere la leggenda che la distruzione del paese nel 1700 fosse stata causata da un fulmine. I sopravvissuti si spostarono nei paesi della sottostante Valmarecchia, come nel paese di Maioletto, poi rinominato Maiolo dal nome dal borgo distrutto dalla frana e i resti del castello presero il nome di rocca di Maioletto dal nome della località posta sotto la rupe dove era sorto il paese di Maiolo. In epoca moderna venne posto un cippo commemorativo vicino alla rupe a ricordo della distruzione della rocca e delle vittime:
Terra del Montefeltro, Stato d'Urbino, lieto soggiorno e fruttifero paese, ora
affatto rovinato e sepolto per uno staccamento di terra del monte superiore e rupina della parte inferiore, seguito li ventinove maggio, in tempo di notte, l'anno del Giubileo 1700, regnante Innocenzo XII, nel mentre che cadeva dirottissima pioggia, durata per lo spazio di ore quaranta, restando sotto le rovine morti gran parte degli abitanti.»

## Architettura
Sono ancora visibili alcuni tratti delle mura, due torrioni poligonali e i ruderi del borgo.